# Goodeniaceae
Goodeniaceae – rodzina roślin z rzędu astrowców. Obejmuje 12 rodzajów i około 430 gatunków występujących głównie w Australii, z nielicznymi przedstawicielami rozprzestrzenionymi poza tym na innych kontynentach, głównie w strefie międzyzwrotnikowej na półkuli południowej. Rodzina ta wyróżnia się osobliwą biologią kwiatów, polegającą na specyficznej adaptacji organu żeńskiego – słupka do rozprzestrzeniania pyłku powstającego w męskich organach rozrodczych – pręcikach. Znaczenie gospodarcze tych roślin jest niewielkie. Nieliczne gatunki zawierające gorycze wykorzystywane są lokalnie do celów leczniczych. Owoce Scaevola taccada są spożywane przez południowoaustralijskich Aborygenów. Z drewna tego gatunku wyrabia się kołki wykorzystywane przy budowie łodzi oraz tzw. „papier ryżowy” służący do wyrabiania produktów artystycznych (np. sztucznych kwiatów). Szereg gatunków z okazałymi kwiatami, zwłaszcza z rodzaju Lechenaultia, ale też Dampiera, Goodenia uprawianych jest jako rośliny ozdobne, w strefie umiarkowanej jako rośliny szklarniowe.

## Rozmieszczenie geograficzne
Blisko połowa gatunków z tej rodziny, bo około 200 występuje w zachodniej części Australii. Tylko jeden rodzaj – Scaevola – centrum zróżnicowania ma poza tym kontynentem – w południowo-wschodniej Azji oraz na wyspach Oceanii. S. wrightii występuje na Kubie, a S. socotraensis to endemit wyspy Sokotra. Tylko trzy z ok. 180 gatunków należących do rodzaju Goodenia występują poza Australią w południowo-wschodniej Azji (w tym jeden to endemit wyspy Jawa). Z australijskich w większości rodzajów Lechenaultia i Velleia pojedyncze gatunki sięgają zasięgiem do Nowej Gwinei. Monotypowy rodzaj Selliera obecny jest w południowo-zachodniej Australii, na Nowej Zelandii oraz w Chile.

## Morfologia

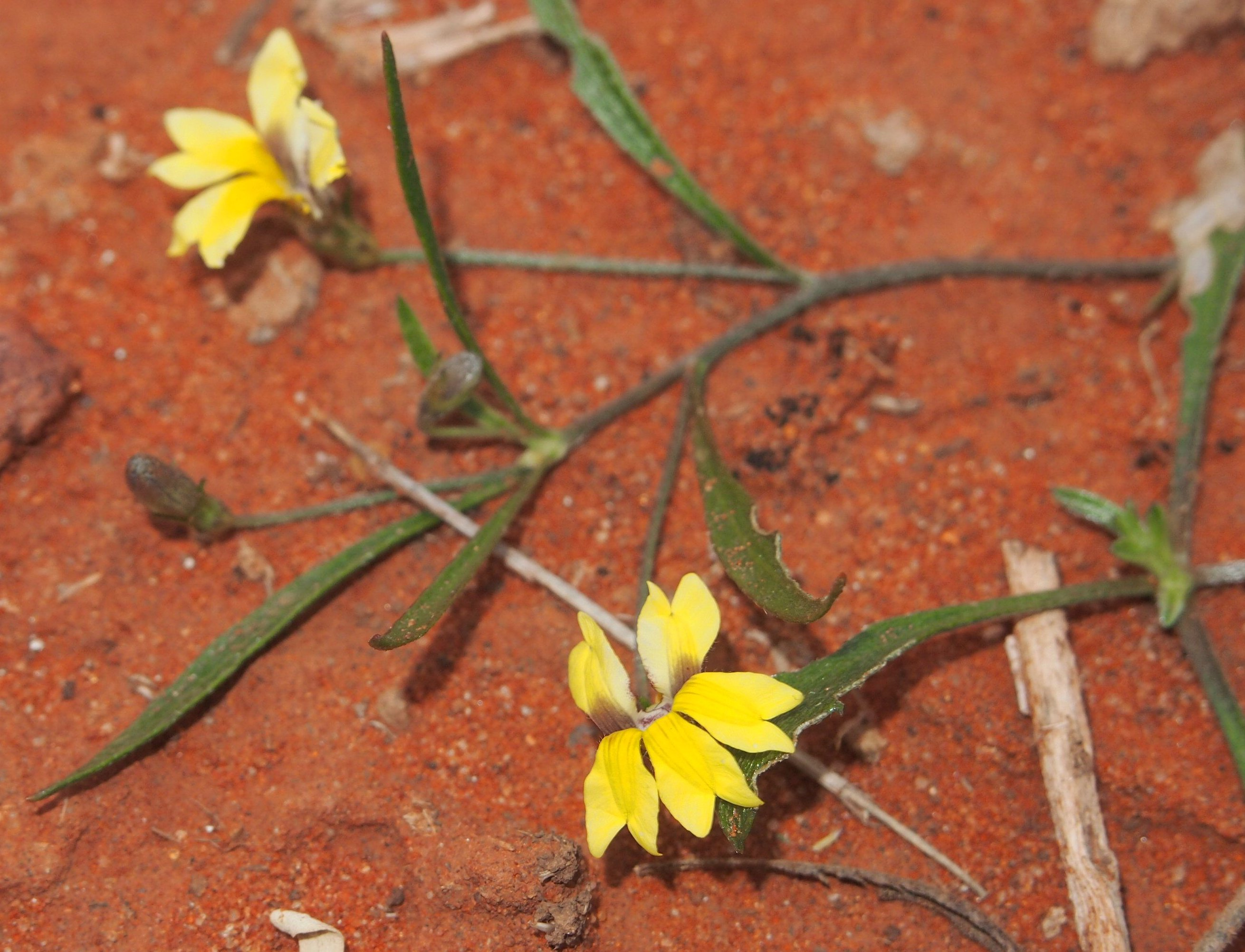
Goodenia lunata

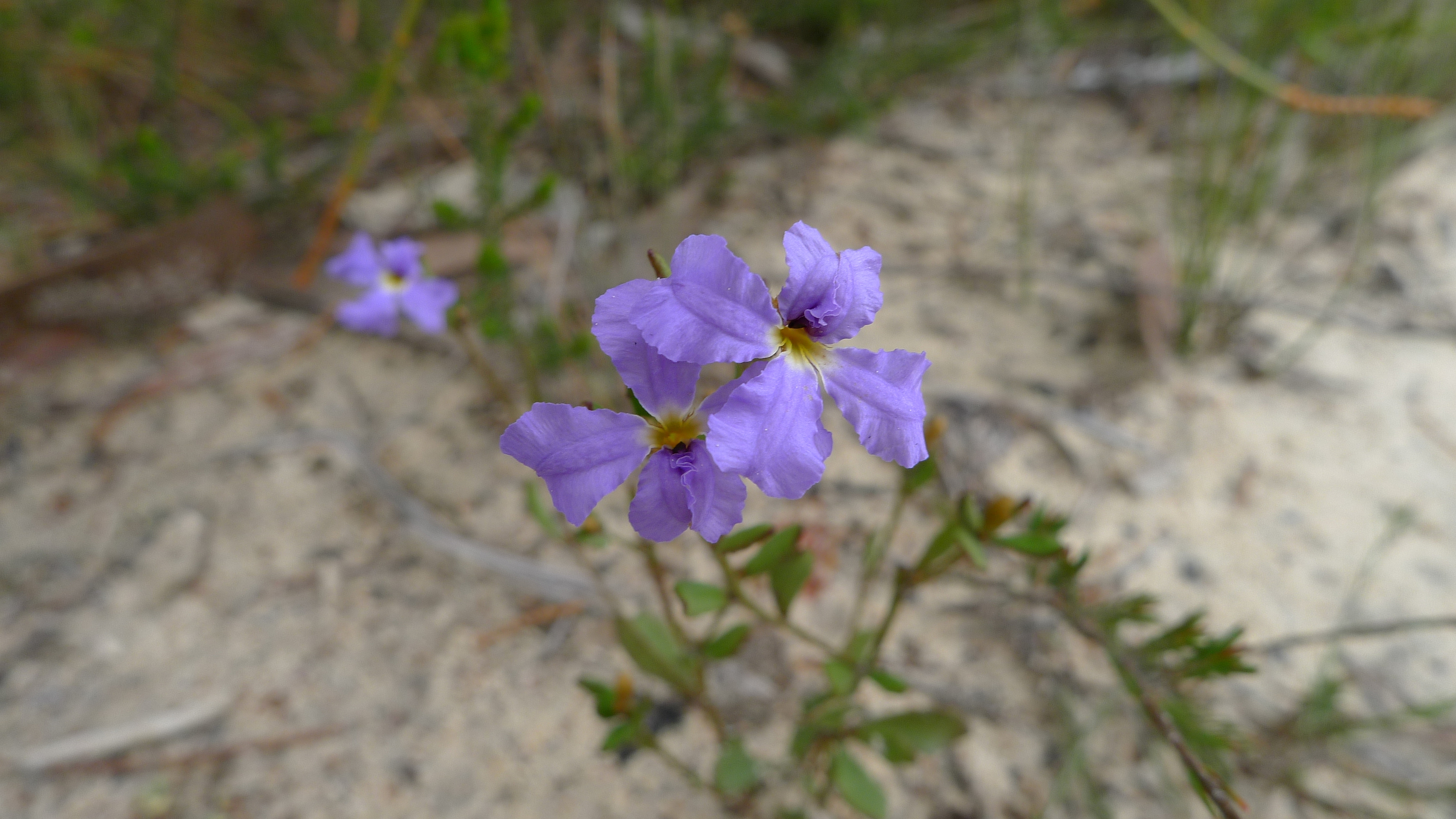
Dampiera stricta

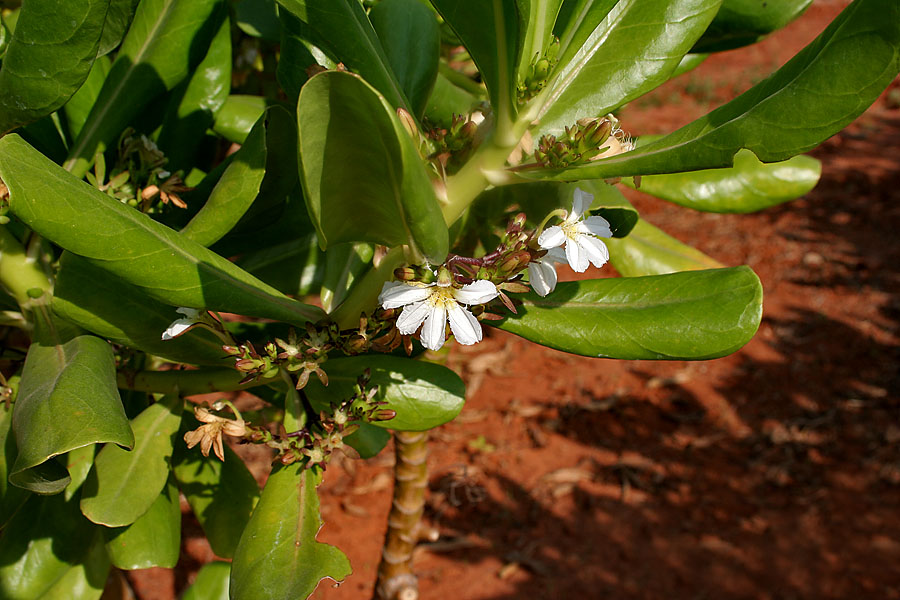
Scaevola taccada

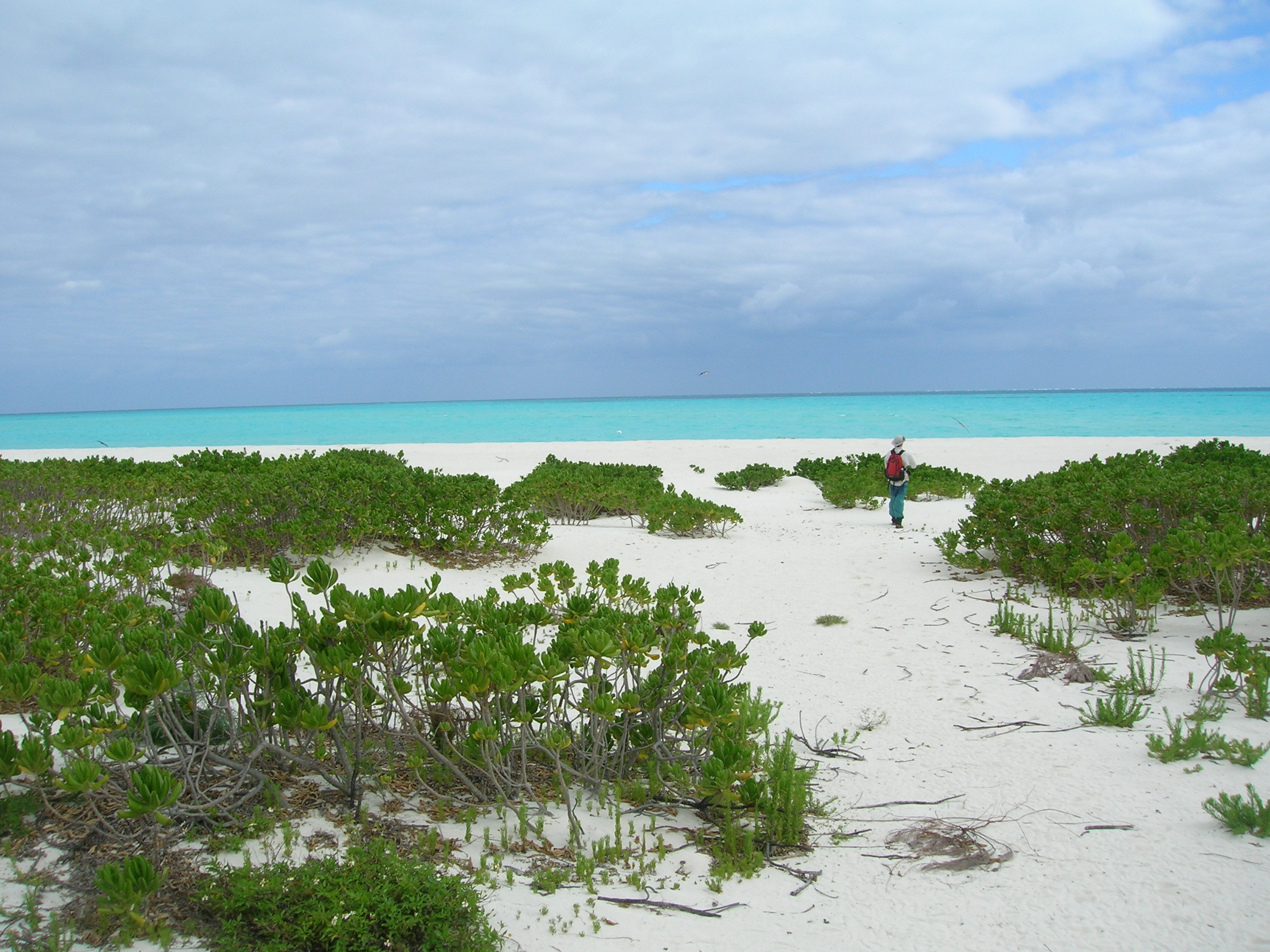
Scaevola taccada na wyspach Midway

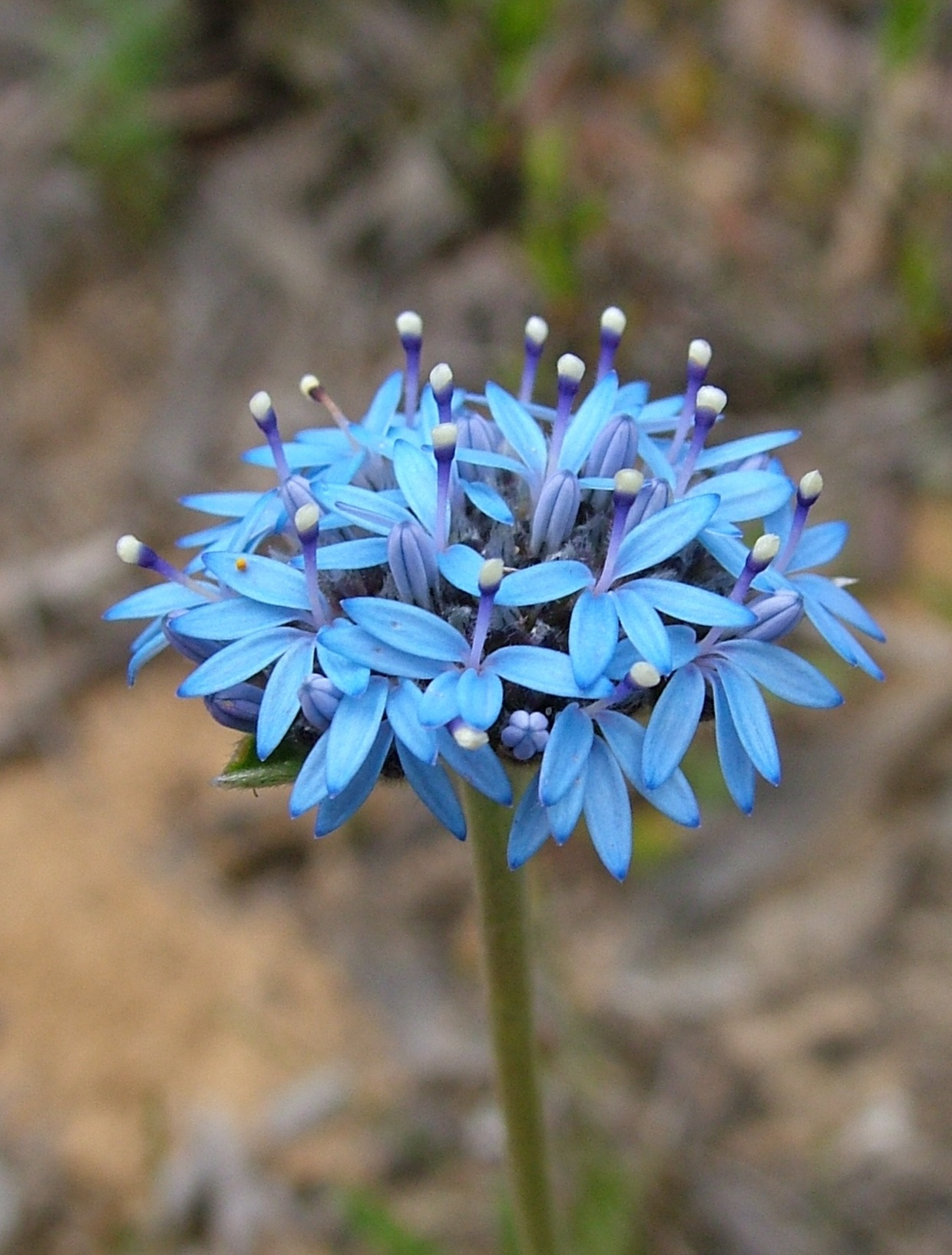
Kwiatostan Brunonia australis

PokrójRośliny jednoroczne i byliny, półkrzewy i rzadko krzewy, w tym także o pędach wspinających się i wyrastające w niewielkie drzewa. Ich pędy są nagie lub owłosione, w tym także kosmato. Scaevola spinescens ma pędy cierniste.
LiścieZwykle skrętoległe, rzadziej naprzeciwległe (Scaevola enantophylla), u niektórych gatunków zebrane w przyziemnej rozecie liściowej. Pojedyncze, z blaszką całobrzegą, ząbkowaną lub (rzadko) klapowaną. U wielu przedstawicieli rodziny w rozwidleniu wiązek przewodzących liścia (nerwów) występują kępy włosków. U kserofitów liście często zredukowane.
KwiatyCzęsto pojedyncze, ewentualnie skupione w różne kwiatostany: wierzchotki, grona, kłosy i podbaldachy. Zwykle dwubocznie symetryczne, okazałe i obupłciowe. Działki kielicha są wyraźne w liczbie 5 lub 3, ale też u wielu przedstawicieli są szczątkowe. Korona zwykle z pięcioma płatkami, u nasady zrośniętymi w rurkę, poza tym bardzo różnie wykształcona. Rurka korony od strony odosiowej jest rozcięta do nasady (wyjątkiem jest Brunonia). U niektórych gatunków płatki rozpostarte są niemal promieniście, u innych dwa zrastają się w górną wargę, a trzy w dolną, czasem wszystkie płatki tworzą tylko wargę dolną. Pręcików jest 5, często przyrośnięte są u nasady do rurki korony, często też pylniki zrastają się lub stykają tworząc rurkę nad słupkiem. Zalążnia jest zwykle dolna lub wpół dolna (górna tylko u Velleia), powstaje z dwóch owocolistków, ma pojedynczą lub dwie (rzadko cztery) komory zawierające jeden lub więcej zalążków. Pojedyncza szyjka słupka zwieńczona jest pod znamieniem specyficznym, kubeczkowatym rozszerzeniem (indusium).
OwoceNajczęściej torebki, rzadziej pestkowce i orzeszki. W rodzaju Lechenaultia drewniejące owoce rozpadają się po dojrzeniu na jednonasienne człony. Nasiona są zaopatrzone w bielmo.

## Biologia
Rośliny jednoroczne do wieloletnich, magazynujące węglowodany w formie inuliny.
Specyficzne dla tej rodziny są adaptacje do zapylenia. Znajdujący się na szczycie słupka kubeczek pyłkowy zbiera pyłek wysypujący się przez szczeliny po wewnętrznej stronie pylników jeszcze przed otwarciem kwiatu. Po zebraniu pyłku kubeczek przymyka się zostawiając na szczycie szczelinę, u niektórych przedstawicieli z brzegów kubeczka wyrasta także wieniec włosków zapobiegający wysypywaniu się pyłku. Słupek wzrastając wynosi pyłek w stronę wejścia do kwiatu. Wówczas brzegi kubeczka rozchylają się ułatwiając zebranie pyłku przez zwierzęta zapylające, głównie owady, rzadziej ptaki. Dopiero po zużyciu pyłku brzegi kubeczka w pełni się rozchylają, znamię dojrzewa i może zostać zapłodnione, przy czym dokonać tego może tylko pyłek przyniesiony z innych kwiatów.
Niektórzy przedstawiciele rodziny wytwarzają owoce mięsiste, chętnie spożywane przez ptaki, które w ten sposób przyczyniają się do rozprzestrzeniania nasion. U roślin związanych z siedliskami nadbrzeżnymi nasiona zachowują zdolność do kiełkowania nawet po długotrwałym pobycie w wodzie morskiej (w przypadku Scaevola taccada ponad rok).

## Ekologia
Liczne gatunki spotykane w zachodniej Australii to rośliny charakterystyczne dla tamtejszych obszarów pustynnych. Liczne gatunki mają budowę kserofityczną. Wiele to rośliny efemeryczne pojawiające się obficie po opadach deszczu. Do rodzaju Scaevola należą gatunki typowe dla wybrzeży, w tym wchodzące w skład lasów namorzynowych, a także krzewy i niskie drzewa występujące w górskich lasach na wyspach Oceanii.

## Systematyka
Pozycja systematyczna według Angiosperm Phylogeny Website (aktualizowany system APG IV z 2016)
Rodzina bazalna dla rodzin astrowatych (Asteraceae) i Calyceraceae w rzędzie astrowców Asterales reprezentującym klad astrowych w obrębie okrytonasiennych. W systemie Cronquista (1981) zaliczana tu w systemach APG Brunonia australis (przedstawiciel monotypowego rodzaju) wyodrębniana była w rodzinę Brunoniaceae. Rodzina Goodeniaceae obejmuje dwie grupy niemające formalnie ustalonej rangi systematycznej. Jedną z grup, określaną jako 'LAD', stanowią rodzaje Lechenaultia, Anthotium i Dampiera. Pozostałe rodzaje tworzą tzw. 'Core Goodeniaceae'. Grupa ta obejmuje rodzaj Brunonia (opisywany też jako podrodzina Brunonieae G. Don lub rodzina Brunoniaceae Dumortier), wobec którego pozostałe rodzaje, opisywane czasem jako podrodzina Goodenieae Dumortier, są siostrzane.
|  | Rousseaceae                 |
|  |                             |
|  | Campanulaceae – dzwonkowate |
|  |                             |

|  | Alseuosmiaceae                                                  |
|  |                                                                 |
|  | \| \| Phellinaceae \| \| \| \| \| \| Argophyllaceae \| \| \| \| |
|  |                                                                 |
|  | Phellinaceae                                                    |
|  |                                                                 |
|  | Argophyllaceae                                                  |
|  |                                                                 |

|  | Phellinaceae   |
|  |                |
|  | Argophyllaceae |
|  |                |

|  | Goodeniaceae                                                            |
|  |                                                                         |
|  | \| \| Asteraceae – astrowate \| \| \| \| \| \| Calyceraceae \| \| \| \| |
|  |                                                                         |
|  | Asteraceae – astrowate                                                  |
|  |                                                                         |
|  | Calyceraceae                                                            |
|  |                                                                         |

|  | Asteraceae – astrowate |
|  |                        |
|  | Calyceraceae           |
|  |                        |

|  | Goodeniaceae                                                            |
|  |                                                                         |
|  | \| \| Asteraceae – astrowate \| \| \| \| \| \| Calyceraceae \| \| \| \| |
|  |                                                                         |
|  | Asteraceae – astrowate                                                  |
|  |                                                                         |
|  | Calyceraceae                                                            |
|  |                                                                         |

|  | Asteraceae – astrowate |
|  |                        |
|  | Calyceraceae           |
|  |                        |

|  | Goodeniaceae                                                            |
|  |                                                                         |
|  | \| \| Asteraceae – astrowate \| \| \| \| \| \| Calyceraceae \| \| \| \| |
|  |                                                                         |
|  | Asteraceae – astrowate                                                  |
|  |                                                                         |
|  | Calyceraceae                                                            |
|  |                                                                         |

|  | Asteraceae – astrowate |
|  |                        |
|  | Calyceraceae           |
|  |                        |

|  | Goodeniaceae                                                            |
|  |                                                                         |
|  | \| \| Asteraceae – astrowate \| \| \| \| \| \| Calyceraceae \| \| \| \| |
|  |                                                                         |
|  | Asteraceae – astrowate                                                  |
|  |                                                                         |
|  | Calyceraceae                                                            |
|  |                                                                         |

|  | Asteraceae – astrowate |
|  |                        |
|  | Calyceraceae           |
|  |                        |

|  | Alseuosmiaceae                                                  |
|  |                                                                 |
|  | \| \| Phellinaceae \| \| \| \| \| \| Argophyllaceae \| \| \| \| |
|  |                                                                 |
|  | Phellinaceae                                                    |
|  |                                                                 |
|  | Argophyllaceae                                                  |
|  |                                                                 |

|  | Phellinaceae   |
|  |                |
|  | Argophyllaceae |
|  |                |

|  | Goodeniaceae                                                            |
|  |                                                                         |
|  | \| \| Asteraceae – astrowate \| \| \| \| \| \| Calyceraceae \| \| \| \| |
|  |                                                                         |
|  | Asteraceae – astrowate                                                  |
|  |                                                                         |
|  | Calyceraceae                                                            |
|  |                                                                         |

|  | Asteraceae – astrowate |
|  |                        |
|  | Calyceraceae           |
|  |                        |

|  | Goodeniaceae                                                            |
|  |                                                                         |
|  | \| \| Asteraceae – astrowate \| \| \| \| \| \| Calyceraceae \| \| \| \| |
|  |                                                                         |
|  | Asteraceae – astrowate                                                  |
|  |                                                                         |
|  | Calyceraceae                                                            |
|  |                                                                         |

|  | Asteraceae – astrowate |
|  |                        |
|  | Calyceraceae           |
|  |                        |

|  | Goodeniaceae                                                            |
|  |                                                                         |
|  | \| \| Asteraceae – astrowate \| \| \| \| \| \| Calyceraceae \| \| \| \| |
|  |                                                                         |
|  | Asteraceae – astrowate                                                  |
|  |                                                                         |
|  | Calyceraceae                                                            |
|  |                                                                         |

|  | Asteraceae – astrowate |
|  |                        |
|  | Calyceraceae           |
|  |                        |

|  | Goodeniaceae                                                            |
|  |                                                                         |
|  | \| \| Asteraceae – astrowate \| \| \| \| \| \| Calyceraceae \| \| \| \| |
|  |                                                                         |
|  | Asteraceae – astrowate                                                  |
|  |                                                                         |
|  | Calyceraceae                                                            |
|  |                                                                         |

|  | Asteraceae – astrowate |
|  |                        |
|  | Calyceraceae           |
|  |                        |

|  | Alseuosmiaceae                                                  |
|  |                                                                 |
|  | \| \| Phellinaceae \| \| \| \| \| \| Argophyllaceae \| \| \| \| |
|  |                                                                 |
|  | Phellinaceae                                                    |
|  |                                                                 |
|  | Argophyllaceae                                                  |
|  |                                                                 |

|  | Phellinaceae   |
|  |                |
|  | Argophyllaceae |
|  |                |

|  | Goodeniaceae                                                            |
|  |                                                                         |
|  | \| \| Asteraceae – astrowate \| \| \| \| \| \| Calyceraceae \| \| \| \| |
|  |                                                                         |
|  | Asteraceae – astrowate                                                  |
|  |                                                                         |
|  | Calyceraceae                                                            |
|  |                                                                         |

|  | Asteraceae – astrowate |
|  |                        |
|  | Calyceraceae           |
|  |                        |

|  | Goodeniaceae                                                            |
|  |                                                                         |
|  | \| \| Asteraceae – astrowate \| \| \| \| \| \| Calyceraceae \| \| \| \| |
|  |                                                                         |
|  | Asteraceae – astrowate                                                  |
|  |                                                                         |
|  | Calyceraceae                                                            |
|  |                                                                         |

|  | Asteraceae – astrowate |
|  |                        |
|  | Calyceraceae           |
|  |                        |

|  | Goodeniaceae                                                            |
|  |                                                                         |
|  | \| \| Asteraceae – astrowate \| \| \| \| \| \| Calyceraceae \| \| \| \| |
|  |                                                                         |
|  | Asteraceae – astrowate                                                  |
|  |                                                                         |
|  | Calyceraceae                                                            |
|  |                                                                         |

|  | Asteraceae – astrowate |
|  |                        |
|  | Calyceraceae           |
|  |                        |

|  | Goodeniaceae                                                            |
|  |                                                                         |
|  | \| \| Asteraceae – astrowate \| \| \| \| \| \| Calyceraceae \| \| \| \| |
|  |                                                                         |
|  | Asteraceae – astrowate                                                  |
|  |                                                                         |
|  | Calyceraceae                                                            |
|  |                                                                         |

|  | Asteraceae – astrowate |
|  |                        |
|  | Calyceraceae           |
|  |                        |

|  | Alseuosmiaceae                                                  |
|  |                                                                 |
|  | \| \| Phellinaceae \| \| \| \| \| \| Argophyllaceae \| \| \| \| |
|  |                                                                 |
|  | Phellinaceae                                                    |
|  |                                                                 |
|  | Argophyllaceae                                                  |
|  |                                                                 |

|  | Phellinaceae   |
|  |                |
|  | Argophyllaceae |
|  |                |

|  | Goodeniaceae                                                            |
|  |                                                                         |
|  | \| \| Asteraceae – astrowate \| \| \| \| \| \| Calyceraceae \| \| \| \| |
|  |                                                                         |
|  | Asteraceae – astrowate                                                  |
|  |                                                                         |
|  | Calyceraceae                                                            |
|  |                                                                         |

|  | Asteraceae – astrowate |
|  |                        |
|  | Calyceraceae           |
|  |                        |

|  | Goodeniaceae                                                            |
|  |                                                                         |
|  | \| \| Asteraceae – astrowate \| \| \| \| \| \| Calyceraceae \| \| \| \| |
|  |                                                                         |
|  | Asteraceae – astrowate                                                  |
|  |                                                                         |
|  | Calyceraceae                                                            |
|  |                                                                         |

|  | Asteraceae – astrowate |
|  |                        |
|  | Calyceraceae           |
|  |                        |

|  | Goodeniaceae                                                            |
|  |                                                                         |
|  | \| \| Asteraceae – astrowate \| \| \| \| \| \| Calyceraceae \| \| \| \| |
|  |                                                                         |
|  | Asteraceae – astrowate                                                  |
|  |                                                                         |
|  | Calyceraceae                                                            |
|  |                                                                         |

|  | Asteraceae – astrowate |
|  |                        |
|  | Calyceraceae           |
|  |                        |

|  | Goodeniaceae                                                            |
|  |                                                                         |
|  | \| \| Asteraceae – astrowate \| \| \| \| \| \| Calyceraceae \| \| \| \| |
|  |                                                                         |
|  | Asteraceae – astrowate                                                  |
|  |                                                                         |
|  | Calyceraceae                                                            |
|  |                                                                         |

|  | Asteraceae – astrowate |
|  |                        |
|  | Calyceraceae           |
|  |                        |

|  | Rousseaceae                 |
|  |                             |
|  | Campanulaceae – dzwonkowate |
|  |                             |

|  | Alseuosmiaceae                                                  |
|  |                                                                 |
|  | \| \| Phellinaceae \| \| \| \| \| \| Argophyllaceae \| \| \| \| |
|  |                                                                 |
|  | Phellinaceae                                                    |
|  |                                                                 |
|  | Argophyllaceae                                                  |
|  |                                                                 |

|  | Phellinaceae   |
|  |                |
|  | Argophyllaceae |
|  |                |

|  | Goodeniaceae                                                            |
|  |                                                                         |
|  | \| \| Asteraceae – astrowate \| \| \| \| \| \| Calyceraceae \| \| \| \| |
|  |                                                                         |
|  | Asteraceae – astrowate                                                  |
|  |                                                                         |
|  | Calyceraceae                                                            |
|  |                                                                         |

|  | Asteraceae – astrowate |
|  |                        |
|  | Calyceraceae           |
|  |                        |

|  | Goodeniaceae                                                            |
|  |                                                                         |
|  | \| \| Asteraceae – astrowate \| \| \| \| \| \| Calyceraceae \| \| \| \| |
|  |                                                                         |
|  | Asteraceae – astrowate                                                  |
|  |                                                                         |
|  | Calyceraceae                                                            |
|  |                                                                         |

|  | Asteraceae – astrowate |
|  |                        |
|  | Calyceraceae           |
|  |                        |

|  | Goodeniaceae                                                            |
|  |                                                                         |
|  | \| \| Asteraceae – astrowate \| \| \| \| \| \| Calyceraceae \| \| \| \| |
|  |                                                                         |
|  | Asteraceae – astrowate                                                  |
|  |                                                                         |
|  | Calyceraceae                                                            |
|  |                                                                         |

|  | Asteraceae – astrowate |
|  |                        |
|  | Calyceraceae           |
|  |                        |

|  | Goodeniaceae                                                            |
|  |                                                                         |
|  | \| \| Asteraceae – astrowate \| \| \| \| \| \| Calyceraceae \| \| \| \| |
|  |                                                                         |
|  | Asteraceae – astrowate                                                  |
|  |                                                                         |
|  | Calyceraceae                                                            |
|  |                                                                         |

|  | Asteraceae – astrowate |
|  |                        |
|  | Calyceraceae           |
|  |                        |

|  | Alseuosmiaceae                                                  |
|  |                                                                 |
|  | \| \| Phellinaceae \| \| \| \| \| \| Argophyllaceae \| \| \| \| |
|  |                                                                 |
|  | Phellinaceae                                                    |
|  |                                                                 |
|  | Argophyllaceae                                                  |
|  |                                                                 |

|  | Phellinaceae   |
|  |                |
|  | Argophyllaceae |
|  |                |

|  | Goodeniaceae                                                            |
|  |                                                                         |
|  | \| \| Asteraceae – astrowate \| \| \| \| \| \| Calyceraceae \| \| \| \| |
|  |                                                                         |
|  | Asteraceae – astrowate                                                  |
|  |                                                                         |
|  | Calyceraceae                                                            |
|  |                                                                         |

|  | Asteraceae – astrowate |
|  |                        |
|  | Calyceraceae           |
|  |                        |

|  | Goodeniaceae                                                            |
|  |                                                                         |
|  | \| \| Asteraceae – astrowate \| \| \| \| \| \| Calyceraceae \| \| \| \| |
|  |                                                                         |
|  | Asteraceae – astrowate                                                  |
|  |                                                                         |
|  | Calyceraceae                                                            |
|  |                                                                         |

|  | Asteraceae – astrowate |
|  |                        |
|  | Calyceraceae           |
|  |                        |

|  | Goodeniaceae                                                            |
|  |                                                                         |
|  | \| \| Asteraceae – astrowate \| \| \| \| \| \| Calyceraceae \| \| \| \| |
|  |                                                                         |
|  | Asteraceae – astrowate                                                  |
|  |                                                                         |
|  | Calyceraceae                                                            |
|  |                                                                         |

|  | Asteraceae – astrowate |
|  |                        |
|  | Calyceraceae           |
|  |                        |

|  | Goodeniaceae                                                            |
|  |                                                                         |
|  | \| \| Asteraceae – astrowate \| \| \| \| \| \| Calyceraceae \| \| \| \| |
|  |                                                                         |
|  | Asteraceae – astrowate                                                  |
|  |                                                                         |
|  | Calyceraceae                                                            |
|  |                                                                         |

|  | Asteraceae – astrowate |
|  |                        |
|  | Calyceraceae           |
|  |                        |

|  | Alseuosmiaceae                                                  |
|  |                                                                 |
|  | \| \| Phellinaceae \| \| \| \| \| \| Argophyllaceae \| \| \| \| |
|  |                                                                 |
|  | Phellinaceae                                                    |
|  |                                                                 |
|  | Argophyllaceae                                                  |
|  |                                                                 |

|  | Phellinaceae   |
|  |                |
|  | Argophyllaceae |
|  |                |

|  | Goodeniaceae                                                            |
|  |                                                                         |
|  | \| \| Asteraceae – astrowate \| \| \| \| \| \| Calyceraceae \| \| \| \| |
|  |                                                                         |
|  | Asteraceae – astrowate                                                  |
|  |                                                                         |
|  | Calyceraceae                                                            |
|  |                                                                         |

|  | Asteraceae – astrowate |
|  |                        |
|  | Calyceraceae           |
|  |                        |

|  | Goodeniaceae                                                            |
|  |                                                                         |
|  | \| \| Asteraceae – astrowate \| \| \| \| \| \| Calyceraceae \| \| \| \| |
|  |                                                                         |
|  | Asteraceae – astrowate                                                  |
|  |                                                                         |
|  | Calyceraceae                                                            |
|  |                                                                         |

|  | Asteraceae – astrowate |
|  |                        |
|  | Calyceraceae           |
|  |                        |

|  | Goodeniaceae                                                            |
|  |                                                                         |
|  | \| \| Asteraceae – astrowate \| \| \| \| \| \| Calyceraceae \| \| \| \| |
|  |                                                                         |
|  | Asteraceae – astrowate                                                  |
|  |                                                                         |
|  | Calyceraceae                                                            |
|  |                                                                         |

|  | Asteraceae – astrowate |
|  |                        |
|  | Calyceraceae           |
|  |                        |

|  | Goodeniaceae                                                            |
|  |                                                                         |
|  | \| \| Asteraceae – astrowate \| \| \| \| \| \| Calyceraceae \| \| \| \| |
|  |                                                                         |
|  | Asteraceae – astrowate                                                  |
|  |                                                                         |
|  | Calyceraceae                                                            |
|  |                                                                         |

|  | Asteraceae – astrowate |
|  |                        |
|  | Calyceraceae           |
|  |                        |

|  | Alseuosmiaceae                                                  |
|  |                                                                 |
|  | \| \| Phellinaceae \| \| \| \| \| \| Argophyllaceae \| \| \| \| |
|  |                                                                 |
|  | Phellinaceae                                                    |
|  |                                                                 |
|  | Argophyllaceae                                                  |
|  |                                                                 |

|  | Phellinaceae   |
|  |                |
|  | Argophyllaceae |
|  |                |

|  | Goodeniaceae                                                            |
|  |                                                                         |
|  | \| \| Asteraceae – astrowate \| \| \| \| \| \| Calyceraceae \| \| \| \| |
|  |                                                                         |
|  | Asteraceae – astrowate                                                  |
|  |                                                                         |
|  | Calyceraceae                                                            |
|  |                                                                         |

|  | Asteraceae – astrowate |
|  |                        |
|  | Calyceraceae           |
|  |                        |

|  | Goodeniaceae                                                            |
|  |                                                                         |
|  | \| \| Asteraceae – astrowate \| \| \| \| \| \| Calyceraceae \| \| \| \| |
|  |                                                                         |
|  | Asteraceae – astrowate                                                  |
|  |                                                                         |
|  | Calyceraceae                                                            |
|  |                                                                         |

|  | Asteraceae – astrowate |
|  |                        |
|  | Calyceraceae           |
|  |                        |

|  | Goodeniaceae                                                            |
|  |                                                                         |
|  | \| \| Asteraceae – astrowate \| \| \| \| \| \| Calyceraceae \| \| \| \| |
|  |                                                                         |
|  | Asteraceae – astrowate                                                  |
|  |                                                                         |
|  | Calyceraceae                                                            |
|  |                                                                         |

|  | Asteraceae – astrowate |
|  |                        |
|  | Calyceraceae           |
|  |                        |

|  | Goodeniaceae                                                            |
|  |                                                                         |
|  | \| \| Asteraceae – astrowate \| \| \| \| \| \| Calyceraceae \| \| \| \| |
|  |                                                                         |
|  | Asteraceae – astrowate                                                  |
|  |                                                                         |
|  | Calyceraceae                                                            |
|  |                                                                         |

|  | Asteraceae – astrowate |
|  |                        |
|  | Calyceraceae           |
|  |                        |

Wykaz rodzajów
- Anthotium R.Br.
- Brunonia Sm.
- Coopernookia Carolin
- Dampiera R.Br.
- Diaspasis R.Br.
- Goodenia Sm.
- Leschenaultia R.Br.
- Pentaptilon E.Pritz.
- Scaevola L. – scewola
- Selliera Cav.
- Velleia Sm.
- Verreauxia Benth.